# Tinus van Gelder
Martinus "Tinus" van Gelder (2 de dezembro de 1911 — 26 de agosto de 1999) foi um ciclista holandês que competia em provas de ciclismo de pista.
É natural da Indonésia.
Nos Jogos Olímpicos de 1948 em Londres, competiu representando os Países Baixos na prova tandem, juntamente com Klaas Buchly, sendo eliminado nas quartas de final, obtendo a quinta posição na geral.